# Jimmy Thomas
James Henry (Jimmy) Thomas (Newport, 3 oktober 1874 - Londen, 21 januari 1949) was een Brits syndicalist en Labour-politicus. 

## Levensloop
Ging op 12-jarige leeftijd van school om bij de plaatselijke apotheek te gaan werken. Daarna werkte hij als schoonmaker van locomotieven bij een spoorwegmaatschappij. Later sloot Jimmy Thomas zich aan bij de Spoorweg Vakbond en de nieuw opgerichte Labour Party. In 1909 werd Thomas voor de Labour Party in het House of Commons (Lagerhuis) gekozen.
Jimmy Thomas bleef naast zijn werk als parlementariër voor de vakbond werken, waarin hij opklom als bestuurder. In 1917 werd hij secretaris van de Spoorweg Vakbond en leidde hij in 1919 een grote spoorwegstaking. Toen Labour-leider Ramsay MacDonald in 1924 de eerste sociaaldemocratische regering van Groot-Brittannië vormde, nam hij Thomas als minister van koloniën op in zijn regering. Deze regering viel echter spoedig (zie: Ramsay MacDonald).
In 1926 was hij nauw betrokken bij de algemene staking van dat jaar. In 1929 werd Thomas grootzegelbewaarder in het tweede kabinet-MacDonald. Het plan van minister Philip Snowden van Financiën om de werkloosheidsuitkering te reduceren, leidde tot de val van het kabinet. Thomas trad toe tot de nieuwe 'Nationale Regering', een coalitie van Labour, de Conservative Party en de Liberal Party van MacDonald. Dit schoot in het verkeerde keelgat bij veel Labour-leden. MacDonald, Thomas e.a. Labour-ministers werden uit de partij gezet. Thomas trad toe tot de nieuwe National Labour Party van MacDonald en bleef grootzegelbewaarder en werd tevens minister van Koloniën. 
In 1936 werd hij tot aftreden gedwongen als minister en parlementslid.
- Bibliothèque nationale de France: cb16551218r (data)
- Gemeinsame Normdatei: 1046614916
- International Standard Name Identifier: 0000 0000 8303 1670
- Library of Congress Control Number: n87113946
- Nationale Bibliotheek van Tsjechië: skuk0001375
- Nederlandse Thesaurus van Auteursnamen: 183501497
- SNAC: w6g2608q
- Système universitaire de documentation: 165600292
- Virtual International Authority File: 111165327
- WorldCat: E39PBJdrHhtQRYjP6fWbPmPCwC